# Zaphne flavohalterata
Zaphne flavohalterata är en tvåvingeart som först beskrevs av Malloch 1920.  Zaphne flavohalterata ingår i släktet Zaphne och familjen blomsterflugor. Inga underarter finns listade i Catalogue of Life.